# Breguet Type II
Dimensions
Le Breguet Type II est un avion biplan réalisé par Louis Charles Breguet en 1910. 